# Плантейшен (Флорида)
Планте́йшен (англ. Plantation, с англ. — «плантация») — город в округе Брауард, штат Флорида, США. Официальное прозвище — «Трава зеленее», город несколько раз получал национальные награды, связанные с красотой деревьев, растущих в нём. В Плантейшене расположена штаб-квартира компании DHL-Америка.

## География
Плантейшен входит в состав Столичного региона Майами, со всех сторон окружён другими городами: Санрайз с севера, Лодерхилл с северо-востока, Булевард-Гарденс с востока, Бродвью-Парк с юго-востока, Дейви с юга и Уэстон с запада. Площадь города составляет 56,8 км², из которых 0,5 км² (0,87 %) занимают открытые водные пространства. Расстояние до океана — около 11 километров от восточных границ города. Плантейшен — очень равнинный город: несмотря на значительную площадь, его высота над уровнем моря везде составляет 1—2 метра.
| Климатограмма Плантейшена                                   | Климатограмма Плантейшена | Климатограмма Плантейшена | Климатограмма Плантейшена | Климатограмма Плантейшена | Климатограмма Плантейшена | Климатограмма Плантейшена | Климатограмма Плантейшена | Климатограмма Плантейшена | Климатограмма Плантейшена | Климатограмма Плантейшена | Климатограмма Плантейшена |
| ----------------------------------------------------------- | ------------------------- | ------------------------- | ------------------------- | ------------------------- | ------------------------- | ------------------------- | ------------------------- | ------------------------- | ------------------------- | ------------------------- | ------------------------- |
| Я                                                           | Ф                         | М                         | А                         | М                         | И                         | И                         | А                         | С                         | О                         | Н                         | Д                         |
| 66.5 24 14                                                  | 85.3 25 15                | 90.9 26 17                | 89.4 28 19                | 157.5 30 22               | 249.2 32 24               | 188.2 32 24               | 203.2 32 24               | 240.0 32 24               | 162.6 30 22               | 99.1 27 19                | 60.7 25 16                |
| Температура в °C • Сумма осадков в мм Источник: weather.com |                           |                           |                           |                           |                           |                           |                           |                           |                           |                           |                           |

## История
В 1941 году некий Фредерик Питерс приобрёл участок земли площадью без малого 40,5 км² на месте будущего города за 2500 долларов. В 1947 году все дома, построенные к тому времени, были уничтожены двумя ураганами и последующим наводнением, тем не менее уже в следующем году поселение насчитывало 12 домов и 36 жителей, а в 1949 году — 40 домов. В 1953 году был избран первый мэр, так как 30 апреля поселение было инкорпорировано и получило статус города. В 1955 году было образовано полицейское отделение Плантейшена. В 1957 году в городе заработал первый завод и было образовано собственное пожарное подразделение. В 1959 году открыла свои двери первая, начальная, школа города. В 1961 году заработала первая библиотека, с 1963 года в городе работает высшая школа. В 1969 году в городе открыла свой завод компания Motorola, а в 1975 году своё представительство здесь открыла компания American Express. В 1978 году в Плантейшене открылся первый торговый центр — Westfield Broward площадью 1 миллион квадратных футов (ок. 93 000 м²). В 1980 году открылся Исторический музей Плантейшена (см. фото в карточке). В 1996 году через город был пронесён олимпийский огонь грядущих Игр.
В 2005 году городу был нанесён серьёзный урон ураганом Вильма. В 2008 году Плантейшен был признан одним из «100 населённых пунктов США, наиболее подходящих для молодёжи» по версии фонда «Американское обещание».
В Плантейшен проходили съёмки фильмов «Гольф-клуб» (1980) и «Все без ума от Мэри» (1998).

## Демография
По переписи населения 2000 года в Плантейшене проживали 82 934 человека, средний размер семьи был 3,02 человека. 23,1 % населения города были младше 18 лет, 7,1 % от 18 до 24 лет, 32 % от 25 до 44 лет, 24,7 % от 45 до 64 лет и 13,1 % старше 64 лет. Средний возраст жителя Плантейшена составлял 38 лет. На каждые 100 женщин приходилось 90,6 мужчин, причём на каждые 100 совершеннолетних женщин приходилось 86,2 мужчин сопоставимого возраста. 78,01 % жителей в качестве домашнего языка общения использовали английский, 13 % — испанский, а замкнул тройку лидеров гаитянский креольский язык, на котором говорили 2,24 % населения Плантейшена.
По оценкам 2007 года средний доход на семью составлял 80 434 доллара в год, мужчины зарабатывали 44 838 долларов в год, женщины — 32 360 долларов, доход на душу населения составил 28 250 долларов в год. 4,3 % семей города и 6,4 % его населения находились за чертой бедности, в том числе 6,1 % несовершеннолетних и 6,7 % пенсионеров.
По переписи населения 2010 года в Плантейшене проживали 87 955 человек в 37 587 домохозяйствах.
Доход на душу населения в 2011 году составил 32 562 доллара в год. По оценкам 2012 года в Плантейшене проживали 88 016 человек (47,4 % мужчин и 52,6 % женщин), средний возраст жителя был 39,7 лет. Происхождение предков: Вест-Индия — 8,7 %, немцы и итальянцы — по 7,9 %, ирландцы — 7,8 %, англичане — 5,7 %.
| Расовый состав (2010) - белые — 69,9 % - негры и афроамериканцы — 20,3 % - азиаты — 3,9 % - коренные американцы — 0,2 % - уроженцы тихоокеанских островов и Гавайев — 0,1 % - прочие расы — 4,2 % - смешанные расы — 2,9 % - латиноамериканцы (любой расы) — 20,4 % | Перепись населения Год переписи Нас. %± 1960 4772 — 1970 23523 392,9% 1980 48653 106,8% 1990 66692 37,1% 2000 82934 24,4% 2010 84955 2,4% 2019 94580 [ 9 ] 11,3% 1960–2019 U.S. Decennial Census [ 10 ] |       |        |
| Год переписи | Нас. |       | %±     |
| 1960 | 4772 |       | —      |
| 1970 | 23523 |       | 392,9% |
| 1980 | 48653 |       | 106,8% |
| 1990 | 66692 |       | 37,1%  |
| 2000 | 82934 |       | 24,4%  |
| 2010 | 84955 |       | 2,4%   |
| 2019 | 94580 | [ 9 ] | 11,3%  |
| 1960–2019 U.S. Decennial Census | |       |        |

## Спорт
В городе расположен комплекс Frank Veltri Tennis Center At Plantation Central Park, регулярно принимающий профессиональные теннисные соревнования под эгидой USTA. С 2011 года здесь также проходят соревнования среди старших возрастов крупного юниорского чемпионата Orange Bowl.